# Ceresium epilais
Ceresium epilais là một loài bọ cánh cứng trong họ Cerambycidae.